# Amenemhab Mahu
Amenemhab Mahu fou un militar egipci del temps de Tuthmosis III, subcomandant militar i favorit del faraó. Es va casar a una assistenta reial anomenada Baki. Fou comandant naval i va comandar un vaixell. La seva tomba és la TT85 de Tebes.